# Jurament hitita

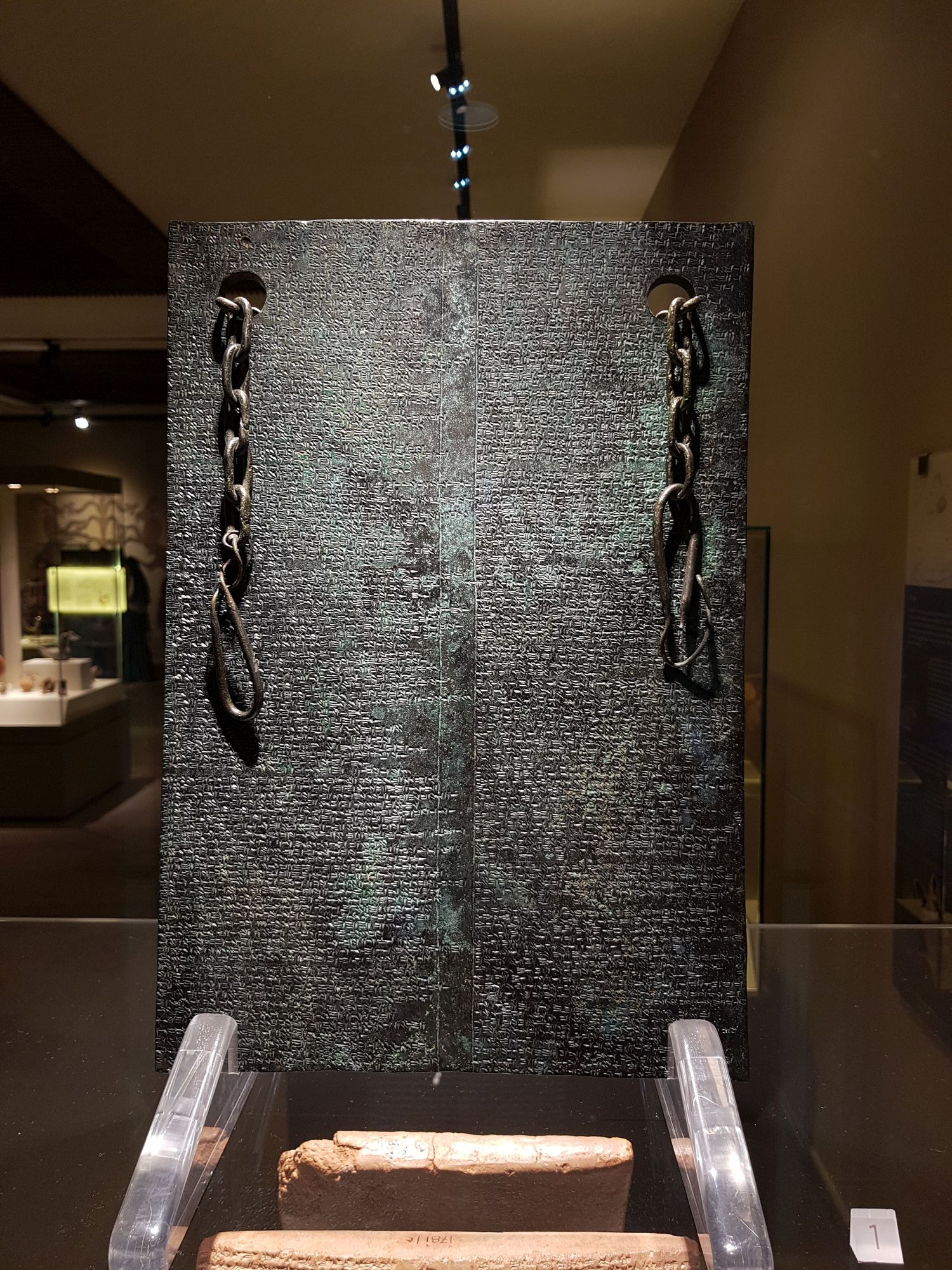
Tauleta inscrita amb cuneïforme hitita. Va ser desenterrada a Hattusa el 1986, i escriu sobre un tractat entre Tudhaliya IV, el rei dels hitites, i Kurunta, el rei de Tarhuntassa, l'any 1235 aC.

El jurament militar Hitita (CTH 427) és el codi modern amb què es coneix un dels textos més representatius dels juraments militars de l’Imperi Hitita (c. 1650–1180 aC). Aquest document, conservat en diverses tauletes d’argila escrites en llengua hitita i escriptura cuneïforme, forma part de la col·lecció de textos administratius i legals localitzats a Hattusa, la capital del regne hitita, i està inclòs dins del corpus Catalogue des Textes Hittites (CTH), on s’agrupen sistemàticament els textos coneguts de la civilització hitita (Beckman, 1978; Bilgin, 2019).
El CTH 427 és considerat un exemple paradigmàtic de la funció jurídica, política i religiosa dels juraments dins l’administració hitita i ha estat objecte d’estudi per la seva estructura formalitzada i pel valor que té per a la comprensió de les relacions de lleialtat i poder en el Pròxim Orient antic. (Miller, 2013; Oettinger, 1976).

## Descobriment i conservació
Les tauletes que contenen fragments del CTH 427 van ser descobertes a principis del segle XX durant les excavacions arqueològiques a Hattusa, prop de l’actual localitat de Boğazkale (Turquia). Aquestes excavacions, dirigides per arqueòlegs com Hugo Winckler i Theodor Makridi, van treure a la llum milers de tauletes que constituïen l’arxiu estatal hitita (Bryce, 2005).
Actualment, les tauletes originals que contenen el CTH 427 es conserven principalment al Museu de les Civilitzacions d’Anatòlia, a Ankara, tot i que alguns fragments es troben repartits en altres col·leccions europees i museus especialitzats en el Pròxim Orient antic (Bilgin, 2019).

## Característiques i contingut
El CTH 427 recull una fórmula de jurament militar que oficials i soldats hitites havien de pronunciar davant els déus per jurar fidelitat al monarca i al regne. La cerimònia tenia lloc en presència de símbols sagrats i sovint en escenaris de fort contingut ritual (Miller, 2013).
El text combina llenguatge jurídic i religiós, amb fórmules repetitives i invocacions a les principals divinitats del panteó hitita. Aquest jurament establia explícitament les obligacions dels juradors i preveia malediccions i càstigs sobrenaturals en cas d’incompliment. Les sancions, de caràcter màgic i religiós, es descriuen amb imatges simbòliques i elements de violència ritual (Oettinger, 1976).
Un fragment representatiu del CTH 427 diu:
Nu za mDUMU.LUGAL ma kan ÉRI-aš ina URUḪattuša egir-pa ištu ana. Tukum-bi škan šun DINGIR.MEŠ GAL.MEŠ šu ana LUGAL-ni šušan.
Traducció aproximada:
“Si aquest fill del rei o aquest oficial a Hattusa comet traïció, aleshores que els déus majors el destrueixin i el facin desaparèixer.”
Aquesta fórmula expressa el compromís de lleialtat absoluta envers el monarca i la invocació dels déus com a garants de l’ordre establert.
(Oettinger, 1976, p. 23–25)

## Context històric i funció
Els juraments com el CTH 427 complien una doble funció dins la societat hitita. D’una banda, garantien l’obediència i la cohesió institucional dels militars i funcionaris. De l’altra, reforçaven la imatge del rei com a representant diví, autoritat suprema i eix religiós i polític de l’imperi (Bilgin, 2019; Miller, 2013).
Aquestes cerimònies jurades es realitzaven en contextos rituals, sovint coincidint amb la presa de possessió de càrrecs o amb el començament de campanyes militars. Els juraments no eren només compromisos administratius, sinó també actes de caràcter sagrat i jurídic que vinculaven els individus davant els déus i la comunitat (Miller, 2013; Van den Hout, 2006).

## Recerca i estudis
Aquest escrit i els altres juraments hitites van ser objecte d’un estudi monogràfic fonamental per Norbert Oettinger, que l’any 1976 publicà Die militärischen Eide der Hethiter. Aquest treball va establir una classificació i anàlisi formal dels juraments militars hitites i esdevingué una obra de referència en l’àmbit de la filologia anatòlica i la història del dret antic (Oettinger, 1976).
Estudis posteriors, com els de Jared L. Miller (2013) o Bilgin (2019), han aprofundit en les implicacions institucionals i administratives d’aquests juraments, mentre que recerques més recents, com les de Massetti (2023), els situen dins el context més ampli de les pràctiques jurídiques indoeuropees, traçant paral·lelismes amb altres cultures del Pròxim Orient i de l’Europa protohistòrica.
El CTH 427 constitueix un testimoni excepcional de la cultura jurídica, religiosa i política hitita. La seva preservació permet entendre com les estructures estatals de l’edat del bronze tardà garantien la lleialtat i controlaven la jerarquia mitjançant rituals i compromisos sagrats.
A nivell comparatiu, aquests juraments han estat estudiats com a antecedents de pràctiques semblants en altres cultures, inclosos els pactes de fidelitat de l’antiga Mesopotàmia o els compromisos militars de les cultures indoeuropees posteriors.